# Sam Querrey
Samuel Austin Querrey (San Francisco, 7 de octubre de 1987), más conocido como Sam Querrey, es un exjugador de tenis estadounidense y actual jugador de pickleball.
Destacó por su potente servicio y su altura (1,98 metros), así como por su fuerte derecha. En el Torneo de Indianápolis en 2007, conectó 10 aces de forma consecutiva en su victoria sobre James Blake en los cuartos de final, lo que se cree es un récord para la era abierta.
En su carrera logró varias victorias ante jugadores en el top-10 del ranking mundial como por ejemplo sobre James Blake en Indianápolis 2007, ante Mijaíl Yuzhny en el Masters de Cincinnati de ese mismo año, también ganó a Andy Roddick en el torneo de Cincinnati de 2009 y en el Torneo de Memphis de 2010, mientras que en Wimbledon 2016 venció al número 1 del mundo Novak Djokovic, eliminándolo en la tercera ronda, y en Wimbledon 2017, volvió a vencer a otro número 1 del mundo, Andy Murray, en cuartos de final. En sus inicios en el circuito ATP fue considerado un jugador de gran proyección para la nueva generación del tenis estadounidense y se le llegó a comparar con Andy Roddick.

## Infancia
Querrey nació en San Francisco y empezó a jugar al tenis a los 4 años cuando su madre Chris le enseñó a usar la raqueta y jugar, asistió a la Thousand Oaks High School, graduándose en 2006. Querrey rechazó una oferta de beca de la University of Southern California (USC) para convertirse en deportista profesional. Su padre Mike Querrey recomendó que su hijo intentara hacerlo en el tenis, ya que a menudo lamentaba su propia decisión de ir a la Universidad de Arizona en lugar de jugar béisbol para los Detroit Tigers, que le seleccionaron. Querrey dijo que convertirse en profesional fue una de las decisiones más difíciles de su vida ya que según él decidió que si ganaba el partido sería profesional y si perdía iría a la universidad.

## Carrera

### 2006
El 11 de junio de 2006, se convirtió en el primer jugador en ganar un ATP Challenger Series en su debut profesional. Ganó en Yuba City y Winnetka. Ganó su primer partido profesional en el Masters de Indian Wells 2006 sobre Bobby Reynolds, antes de caer ante James Blake en tres sets.
Derrotó al estadounidense Vince Spadea en el Countrywide Classic en Los Ángeles. En el US Open, Querrey recibió una wild card y derrotó a Philipp Kohlschreiber en sets corridos, antes de caer ante Gastón Gaudio en la segunda ronda.

### 2007: Llegada al Top 100
En el Abierto de Australia 2007, avanzó a la tercera ronda. Derrotó a José Acasuso, el 27º cabeza de serie, en la primera ronda, en la segunda ronda derrotó al francés Florent Serra en sets corridos, pero en la tercera ronda perdió ante el séptimo cabeza de serie Tommy Robredo en cuatro sets.
En el torneo de tenis de Indianápolis de 2007, golpeó 10 saques directos consecutivos (aces) cuando derrotó a James Blake en los cuartos de final. Se cree que es un récord en la era abierta.
En el Western & Southern Open 2007, derrotó al decimotercer cabeza de serie Mijaíl Yuzhny y avanzó a los cuartos de final después de derrotar al argentino Juan Mónaco, quien había derrotado a Rafael Nadal en la ronda anterior. Él perdió frente al n.º 9 clasificado James Blake, pero llegó al top 50 y el n.º 47 después. En este momento, Querrey era el tercer estadounidense detrás de Andy Roddick y James Blake.
En agosto en el US Open, el austríaco Stefan Koubek le derrotó en la primera ronda.

### 2008: Primer título ATP

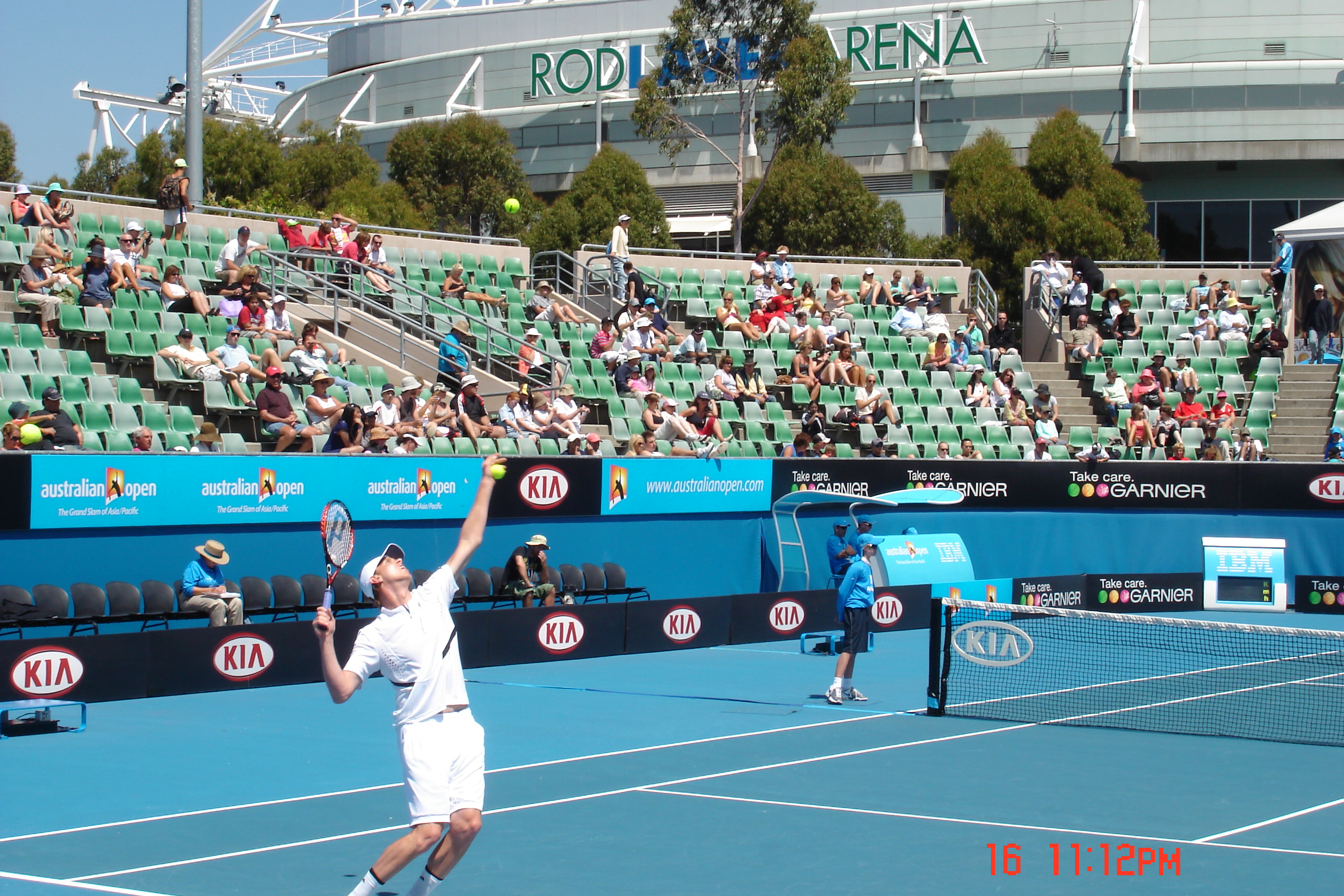
Querrey en el Open de Australia 2008

En enero de 2008 en el Abierto de Australia, derrotó al belga Olivier Rochus en la primera ronda, en la segunda ronda venció al ruso Dmitry Tursunov. Perdió en la tercera ronda ante el eventual campeón, el serbio Novak Djokovic.
En marzo, Querrey alcanzó su primera final de ATP y su primer título, al derrotar al sudafricano Kevin Anderson en la final del Torneo de Las Vegas en tres sets.
Al mes siguiente, en el Masters de Montecarlo 2008 llegó a cuartos de final, venciendo al excampeón del Abierto de Francia Carlos Moyá, Andreas Seppi y al n.º 7 Richard Gasquet, para luego ser derrotado por Novak Djokovic en cuartos de final.
También jugó en los Juegos Olímpicos de Pekín 2008. Avanzó a la cuarta ronda del US Open al derrotar al 14° preclasificado el croata Ivo Karlović, finalmente fue derrotado en cuatro sets por el n.º 1 del mundo Rafael Nadal.
Fue seleccionado para jugar en las semifinales de la Copa Davis contra España en reemplazo de James Blake, quien se retiró citando agotamiento. En su primer partido de Copa Davis de Querrey, perdió ante el n.º 1 Rafael Nadal en cuatro sets.

### 2009: Segundo título ATP y Top 25

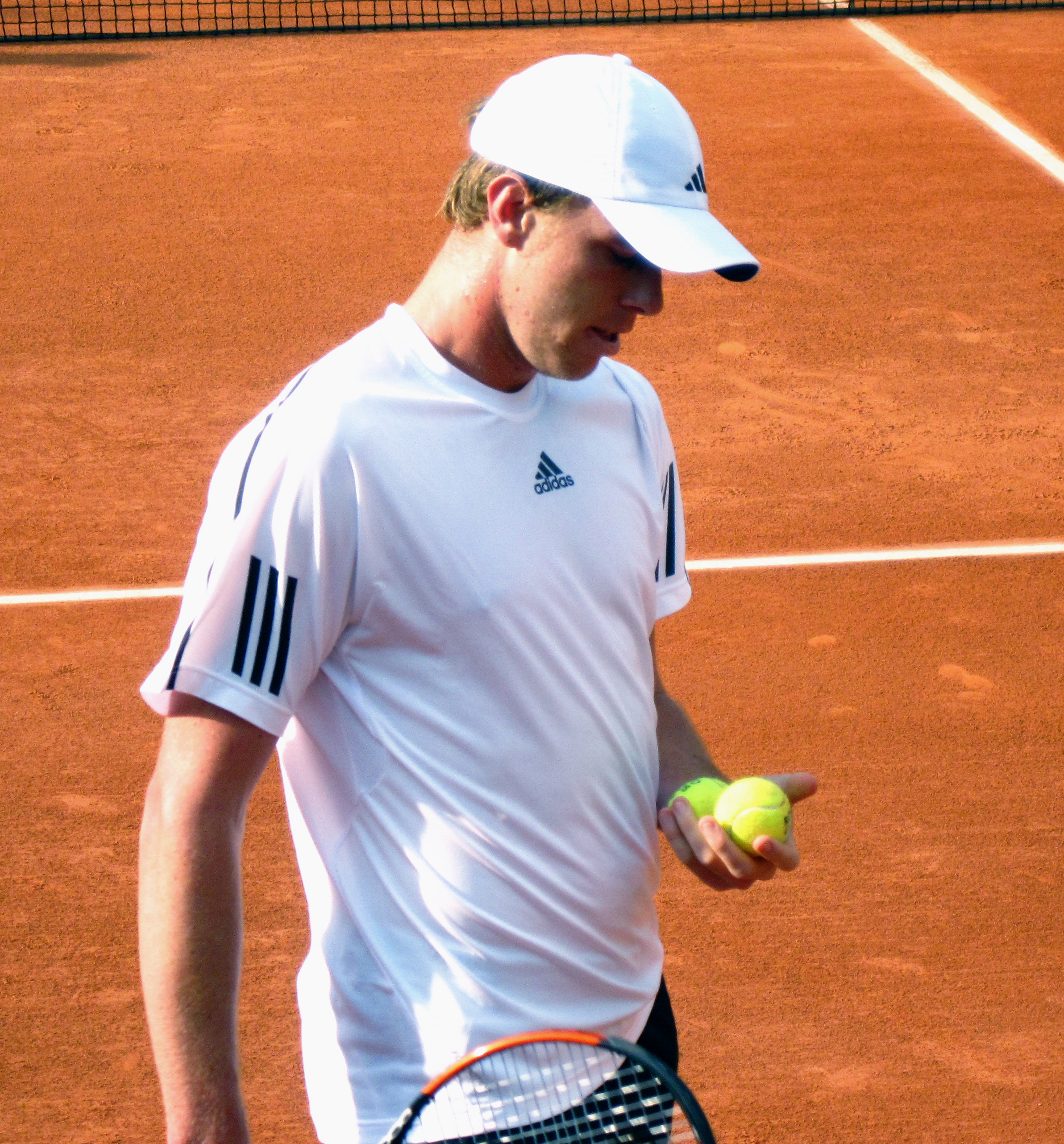
Sam Querrey en Roland Garros 2009.

En 2009 tuvo su mejor temporada llegando a 5 finales de torneos ATP, donde consiguió ganar solo una final. Se convirtió en el segundo estadounidense mejor situado detrás de Andy Roddick y logró adjudicarse el US Open Series, quedando a poco de integrar el top-20 del ranking mundial por primera vez. 

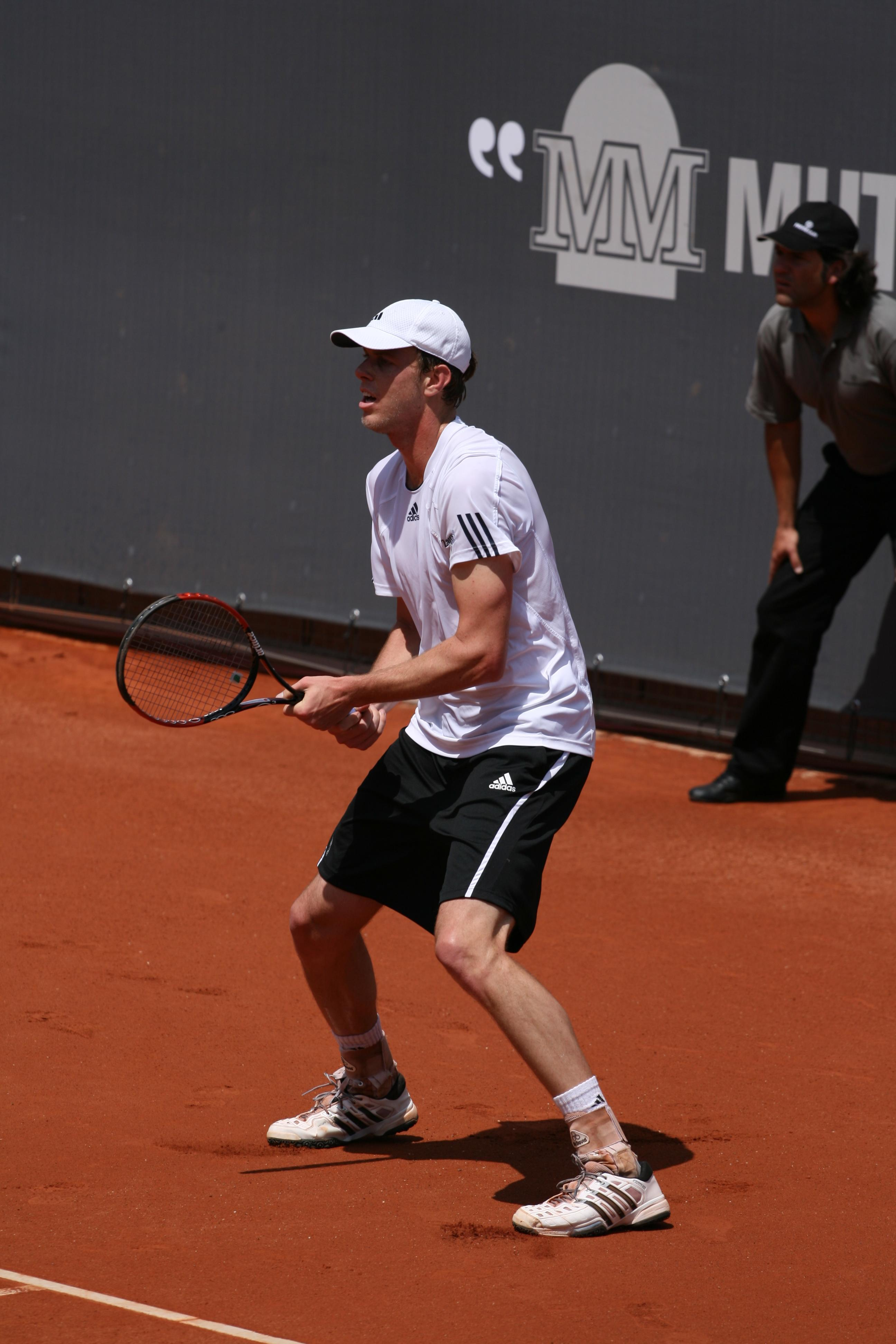
Sam en el Mutua Madrid Open 2009

Participó en el Heineken Open 2009 en Nueva Zelanda en enero, donde fue el sexto cabeza de serie. Allí llegó a la final, donde fue derrotado en sets corridos por el primer cabeza de serie Juan Martín del Potro, en el Abierto de Australia 2009, pierde en primera ronda contra Philipp Kohlschreiber.
En el SAP Open en California, venció al invitado chipriota Marcos Baghdatis en el partido inaugural. Luego venció a Denis Gremelmayr, en 52 minutos.
Querrey fue el preclasificado n.º 3 para el Torneo de Indianápolis 2009, donde hizo su segunda final, sin embargo, cayó ante el estadounidense Robby Ginepri.
Después, derrotó al primer cabeza de serie, el alemán Tommy Haas para avanzar a la final del Torneo de Los Ángeles, allí derrotó al jugador procedente de la previa Carsten Ball en la final para lograr su único título del año.
Luego participó en el evento ATP 500 en Washington, donde perdió contra el primer cabeza de serie, Andy Roddick, en la ronda de dieciseisavos de final. También jugó en el Masters de Cincinnati 2009 perdiendo en la tercera ronda ante Lleyton Hewitt.
Al llegar a los cuartos de final en New Haven, se clasificó para la bonificación de acompañamiento tras el US Open. Querrey llegó a la final en New Haven, antes de perder ante Fernando Verdasco. En el Abierto de Estados Unidos 2009, perdió en la tercera ronda contra Robin Söderling en cuatro sets.
El año de Querrey terminó prematuramente por un accidente potencialmente mortal en el cual una mesa de vidrio en la que estaba sentado colapsó, hiriendo su antebrazo y requiriendo atención médica; la ubicación de la lesión no causó daños a los ligamentos, lo que podría haber terminado su temporada de tenis.
Querrey terminó el año con el ranking de n.º 25, y como el n.º 2 estadounidense detrás de Andy Roddick.

### 2010: Primer título ATP 500
Querrey comienza su temporada 2010 en el Abierto de Australia 2010, después de ser operado de la mano, perdió en la primera ronda contra el finalista del 2003 Rainer Schüttler. Después llegó a las semifinales del SAP Abierto, donde perdió ante Andy Roddick en tres sets. Sin embargo, se asoció con Mardy Fish para ganar el título de dobles.
El próximo torneo de Sam fue el Torneo de Memphis, donde fue el octavo cabeza de serie. Derrotó al campeón defensor Andy Roddick en los cuartos de final. Luego derrotó a Ernests Gulbis en las semifinales, y también venció a su compatriota John Isner. Querrey también se asoció con Isner en dobles, donde ganó el campeonato;  se convirtió en el primer jugador en ganar en singles y dobles en Memphis simultáneamente desde 1981, en el Torneo de Houston, fue derrotado por Juan Ignacio Chela por 7-5, 4-6 y 3-6 en la que fue su primera final sobre tierra batida. En tanto, obtuvo el Torneo de Los Ángeles 2010, al vencer a Andy Murray en la final.
En el Abierto Mexicano Telcel, perdió en la primera ronda contra Fernando González en tres mangas.
Él y su compañero John Isner fueron seleccionados para jugar individuales en el Equipo de Copa Davis de Estados Unidos contra Serbia en tierra batida en marzo de 2010. Después de perder ante Novak Djokovic en cuatro sets, Querrey logró vencer a Viktor Troicki en sets corridos en el quinto partido que no era decisivo.
En el BNP Paribas Open, Querrey fue él cabeza de serie número 17, por lo que pasó automáticamente a segunda ronda, donde venció a Jérémy Chardy en sets corridos. En la tercera ronda, fue derrotado por su compañero de dobles John Isner en sets corridos. En el Sony Ericsson Open, fue el cabeza de serie número 21 esta vez, perdió ante Jérémy Chardy en la 2.ª ronda en tres sets.
Llegó a la final de dobles con John Isner en el Masters de Roma 2010, pero perdió contra sus compañeros de Copa Davis Bob y Mike Bryan.
Querrey jugó en el Torneo de Belgrado 2010 y avanzó a la final, donde enfrentó a su compañero de Copa Davis John Isner. Querrey derrotó a Isner, ganando su segundo título del año, y su primer título ATP en arcilla.

### 2011: Lucha contra las lesiones
En 2011, luchó con las lesiones durante ese año. Llegó a los cuartos de final de dos torneos, ambos de la serie ATP 500. El primero en Memphis en febrero, donde perdió ante Mardy Fish, y el segundo en Valencia, donde fue vencido en sets corridos por Juan Martín del Potro.
Fue eliminado en la segunda ronda del Abierto de Francia por Ivan Ljubičić, y no jugó en Wimbledon y el Abierto de Estados Unidos, debido a una lesión en el codo que requirió cirugía.
Finalizó el año en el puesto 93

### 2012: Regreso al circuito y Séptimo título ATP

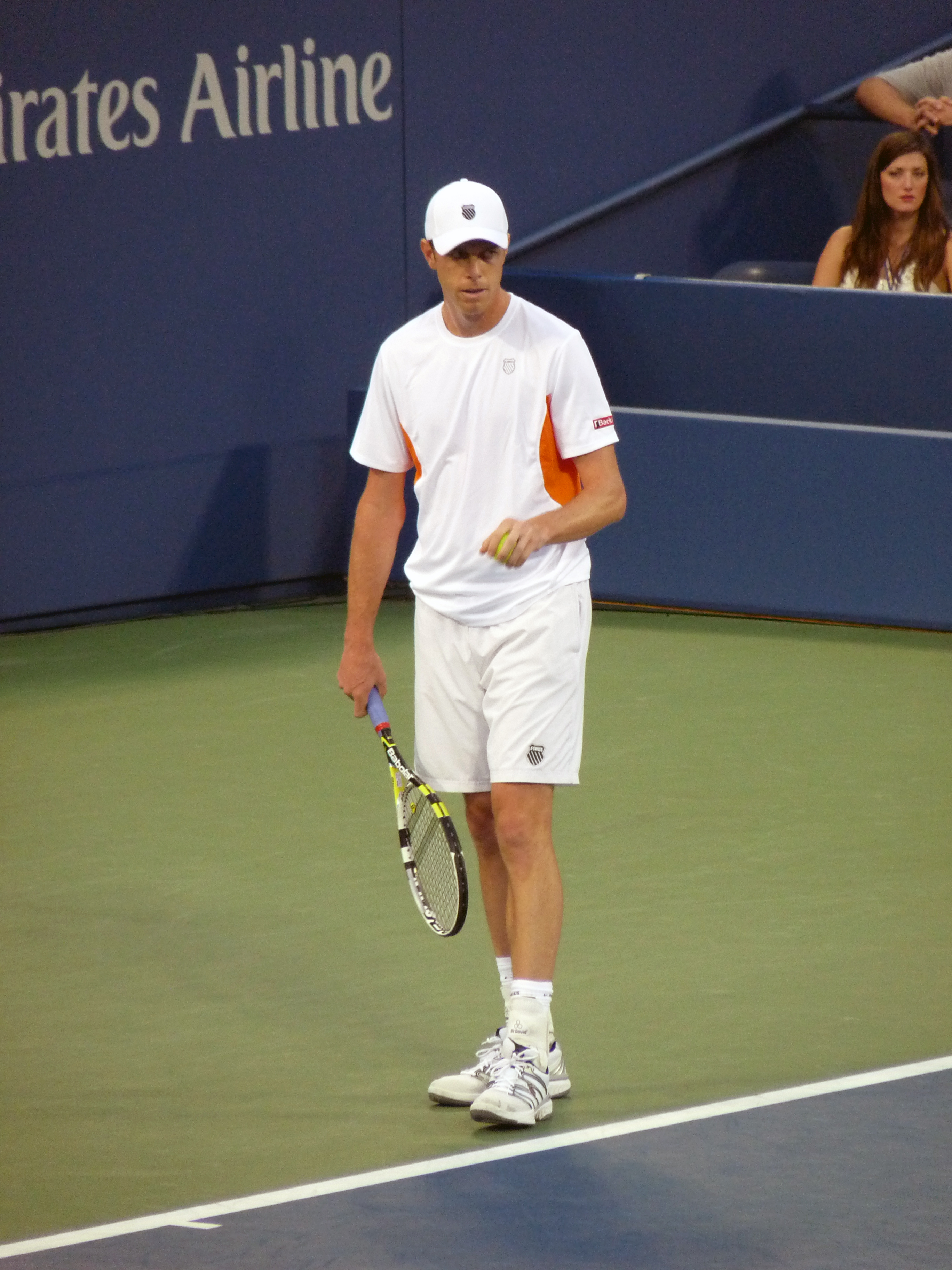
Sam Querrey en 2012

En el Abierto de Australia 2012, llegó a la segunda ronda, donde fue derrotado por Bernard Tomic en cuatro sets. También llegó a las semifinales del Campeonato de Aegon, perdiendo ante Marin Čilić.
Consiguió avanzar a la tercera ronda de Wimbledon, donde perdió una vez más contra Čilić. Este fue el segundo partido más largo jugado en la historia de Wimbledon, marcando 5 horas y 31 minutos, solo superado por el Partido Isner-Mahut de Wimbledon 2010 (11 horas y 5 minutos durante 3 días).
En el Torneo de Los Ángeles 2012, derrotó a Ričardas Berankis para conseguir su tercer título en Los Ángeles en cuatro años. Querrey luego consiguió llegar a la tercera ronda en el US Open, perdiendo ante Tomáš Berdych.
En el Masters de París 2012, venció a Fernando Verdasco, Novak Djokovic y Milos Raonic, para luego perder en cuartos de final ante Michaël Llodra.
Finalizó el año en el puesto 22°.

### 2013: Irregularidad y caída en el Ranking ATP

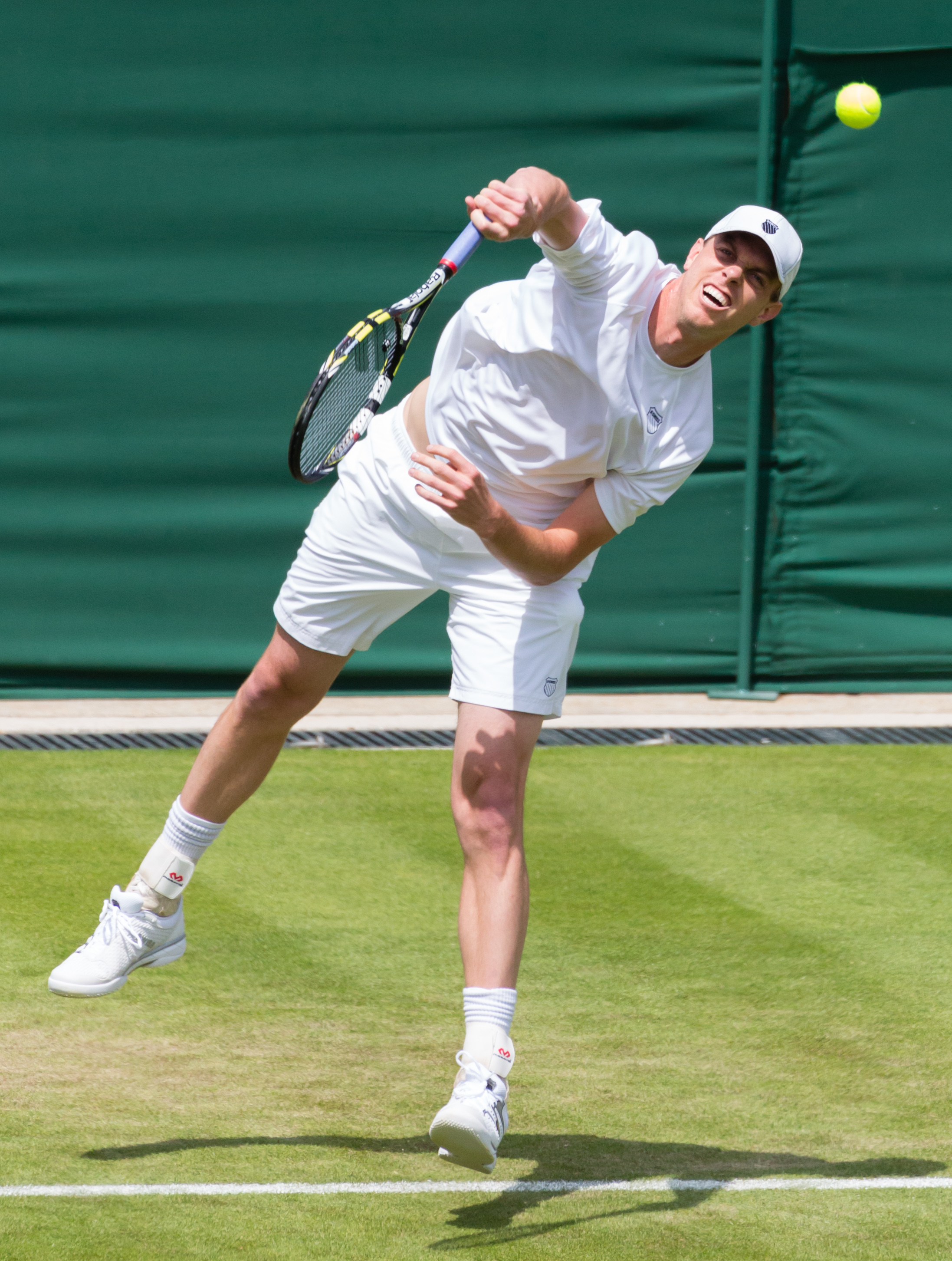
Sam Querrey en Wimbledon 2013.

A principios de año, llegó a las semifinales en Auckland y San José. Fue eliminado en la cuarta ronda de Indian Wells y Miami, perdiendo ante Novak Djokovic y Tomáš Berdych, respectivamente.
En la competencia de la Copa Davis en Boise, ganó el primer punto de la serie contra Viktor Troicki, pero perdió el quinto y decisivo punto contra Djokovic, a pesar de que Djokovic sufrió una lesión en el tobillo al comienzo del partido.
Después fue eliminado en la primera ronda en Madrid, Roma y Wimbledon. No tuvo un buen verano en la gira de pista dura de América del Norte y, en consecuencia, salió fuera de los 20 primeros, cediendo su lugar como mejor jugador estadounidense a su amigo John Isner.
En el Torneo de Pekín 2013, el tenista logró victorias ante Mijaíl Yuzhny y Stanislas Wawrinka, pero en tercera ronda fue superado por Novak Djokovic.
El año no fue muy exitoso, ya que Querrey no pudo llegar a una sola final por primera vez desde 2011, finalizando el año en el puesto 46°.

### 2014: Sigue la inestabilidad

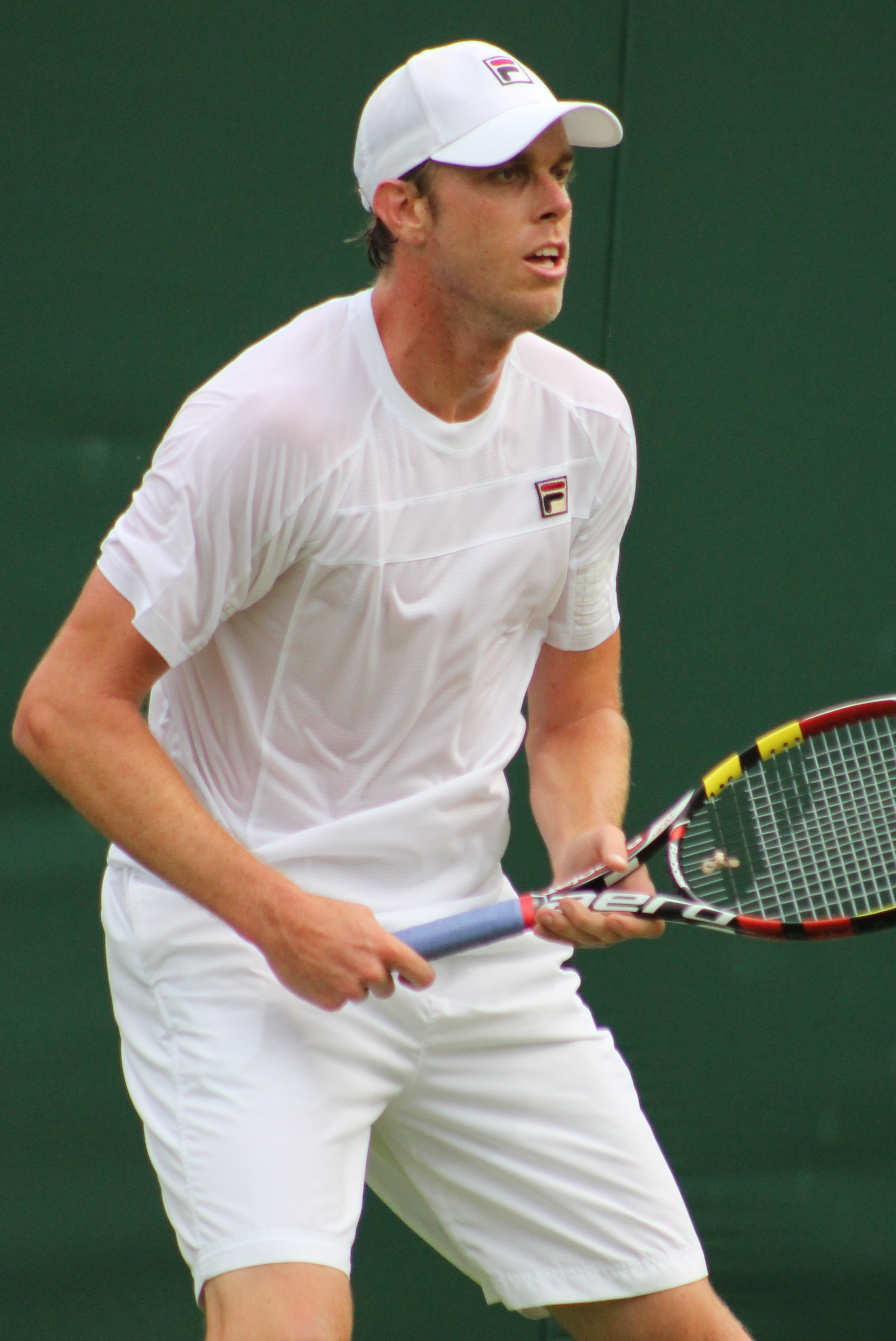
Sam Querrey en 2014

Querrey tuvo una floja temporada a principios de 2014, siendo eliminado en la primera ronda en Brisbane y Sídney. Sin embargo, llegó a la tercera ronda del Abierto de Australia 2014, derrotando a Santiago Giraldo y Ernests Gulbis, antes de sucumbir ante Fabio Fognini.
Perdió sus dos partidos en la Copa Davis contra el Equipo de Copa Davis de Gran Bretaña en San Diego en enero y fue eliminado en la primera ronda en Memphis y Delray Beach.
Llegó a la segunda ronda en Indian Wells y Miami, perdiendo ante Andreas Seppi y Nicolás Almagro, respectivamente.
Tuvo su mejor actuación del año en Houston, donde llegó a las semifinales del evento de tierra batida. Sin embargo, allí tuvo que retirarse antes de jugar ante Almagro.
Tampoco pudo obtener buenos resultados en Niza, continuando su frustrante año al perder su primer partido en la segunda ronda en Niza ante Albert Montañés.
En el Abierto de Francia, Sam derrotó a Filippo Volandri en la primera ronda, pero perdió ante Dmitry Tursunov en la 2ª ronda en sets corridos. Su mala temporada siguió en Queen's Club, donde derrotó a Jérémy Chardy y a Denis Kudla en las dos primeras rondas pero perdió en cuartos de final ante el eventual semifinalista Stanislas Wawrinka.
Sam llegó a las semifinales del Aegon International en Inglaterra, pero cayó ante el eventual campeón Feliciano López.
Finalizó el año en el puesto 35°

### 2015: Salida del Top 50

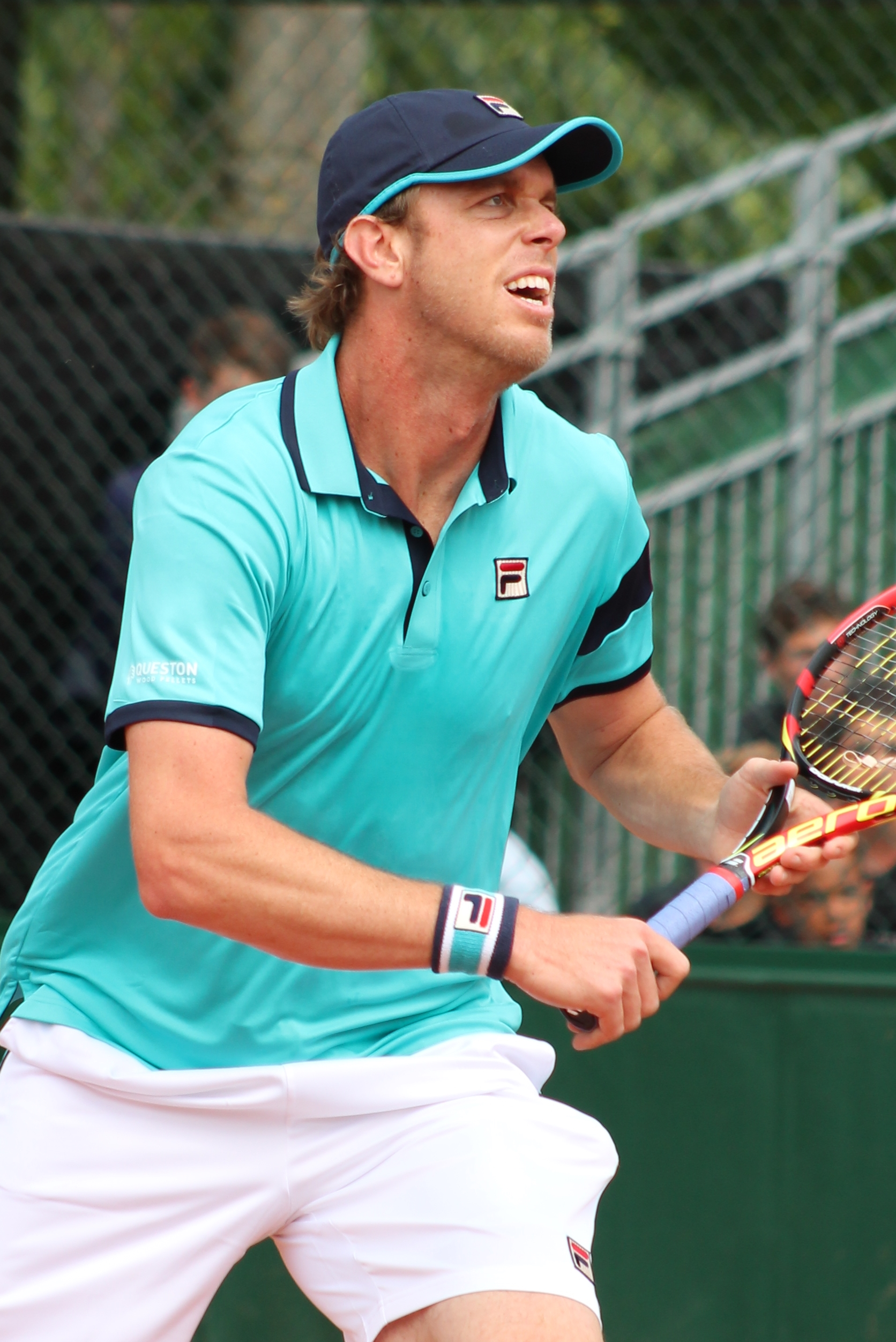
Sam Querrey en Roland Garros 2015.

Querrey llegó a su primera final individual en tres años en el Torneo de Houston 2015, donde fue derrotado por su compatriota Jack Sock. Luego llegó a la final del Nottingham Open, donde perdió ante el uzbeko Denis Istomin. Tanto Sock como Istomin fueron ganadores de torneos en individuales por primera vez en la gira ATP.
También perdió en primera ronda en el Campeonato de Wimbledon ante Roger Federer.
En el Abierto de Estados Unidos llegó a la final en la modalidad de dobles mixtos haciendo pareja junto a Bethanie Mattek-Sands donde cayeron derrotados por Leander Paes y Martina Hingis.

### 2016: Cuartos de final en Wimbledon
Después de no poder pasar de la segunda ronda de cualquier torneo desde julio (de 2015), Querrey comenzó el 2016 de la mejor manera posible, alcanzando las semifinales en Memphis, donde perdería ante el eventual campeón. Kei Nishikori. La semana siguiente, llegó a la final en Delray Beach, donde derrotó a su compatriota Rajeev Ram por 6-4 y 7-6(4) para ganar su primer título ATP desde 2012 y regresar al Top 50 del ranking mundial, antes derrotó a Juan Martín del Potro en semifinales por doble 7-5 quien estaba de vuelta en el circuito tras una operación en la muñeca.
En Acapulco, Querrey le ganó a Kei Nishikori pero perdió en semifinales ante Dominic Thiem.

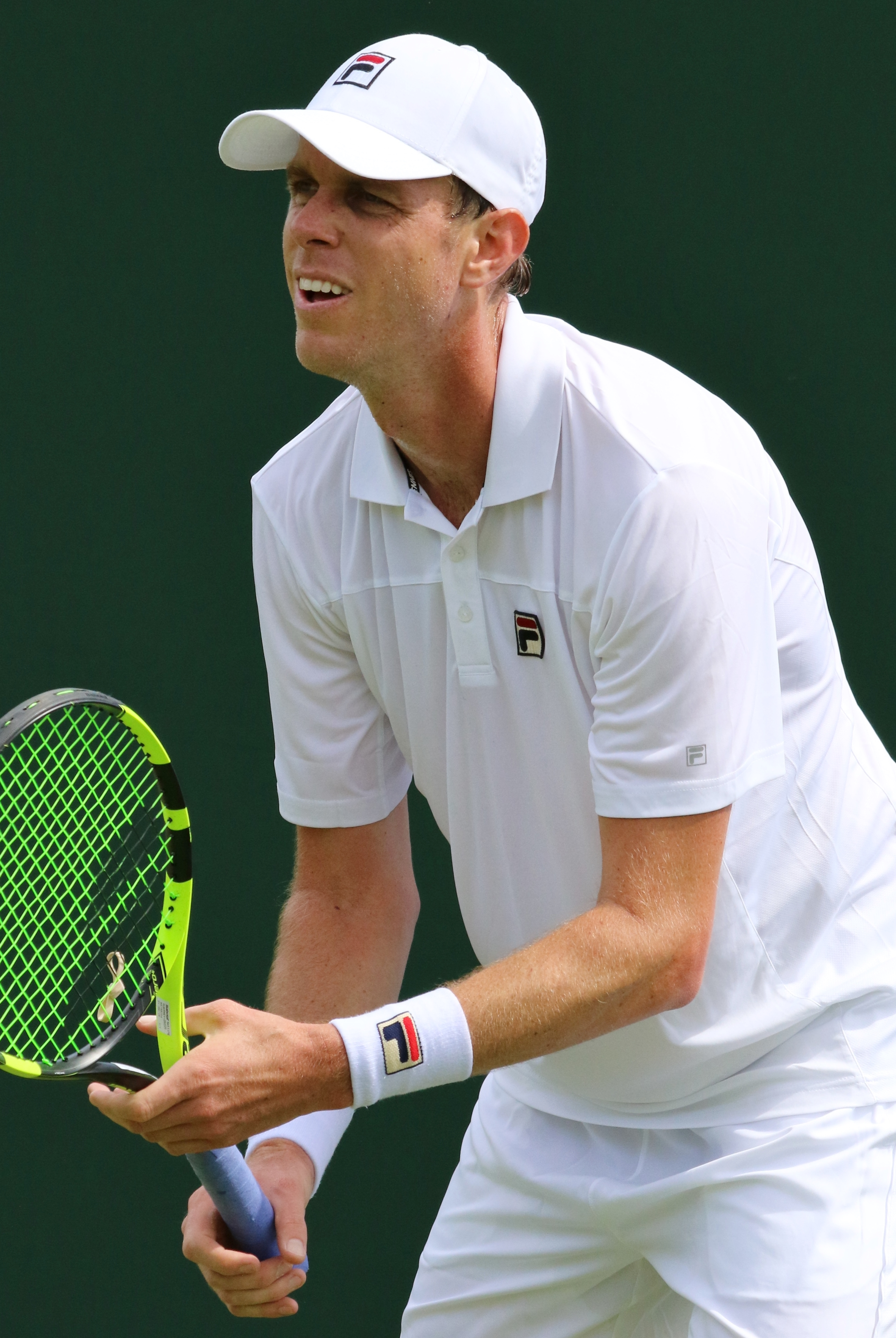
Sam Querrey en Wimbledon 2016 lograría uno de los triunfos más importantes de su carrera al derrotar a Novak Djokovic por 7-6, 6-1, 3-6 y 7-6 en dos días dos partidos logrando además cortar la racha de 30 partidos seguidos ganando en Grand Slam del serbio, también consiguió su primera victoria sobre un número uno del mundo y en ese entonces logró su mejor resultado en un major logrando llegar a cuartos de final

En Wimbledon 2016 reiteró su hazaña de 2012, Querrey obtendría una de sus victorias más sobresalientes de su carrera al derrotar a Lukáš Rosol en primera ronda en un duelo a cinco sets venciendo por 6-7, 6-7, 6-4, 6-2 y 12-10 en el quinto set, en segunda ronda venció a Thomaz Bellucci por 6-4, 6-3, 6-3. En tercera ronda se medíria a Novak Djokovic, mientras su oponente venía de haber ganado los cuartos últimos Grand Slam de manera consecutiva y a pesar de tener un récord de 30-1 en los últimos 4 major, Querrey daba la sorpresa y vencía al número uno por 7-6 y 6-1, antes de empezar el tercer set el encuentro se detuvo por lluvia postergandose a la mañana siguiente, en el día posterior Djokovic empezó como una apisonadora y ganó 6-3 el 3° set y  en el 4° Djokovic sacaba 5-4 para llevar el duelo al set decisivo, pero Sam quebró y llegó el set a un tie-break donde ganó 8-6, marcador final de 7-6, 6-1, 3-6, 7-6 después de varias interrupciones por la lluvia y en dos días de partido y en cuatro sets para romper la racha de Djokovic de alcanzar al menos los cuartos de final en cada Grand Slam desde Roland Garros 2009, y su racha de 30 victorias consecutivas en Grand Slam. También fue la primera victoria de Sam Querrey sobre un número uno en su carrera, Luego continuó su recorrido exitoso al derrotar a Nicolas Mahut por 6-4, 7-6, 6-4 para convertirse en el primer hombre estadounidense en alcanzar los cuartos de final de un Grand Slam desde que John Isner y Andy Roddick lo hicieron en el US Open 2011. En los cuartos de final, perdió contra el canadiense Milos Raonic por 6-4, 7-5, 5-7, 6-4 en 2 horas y 31 minutos.

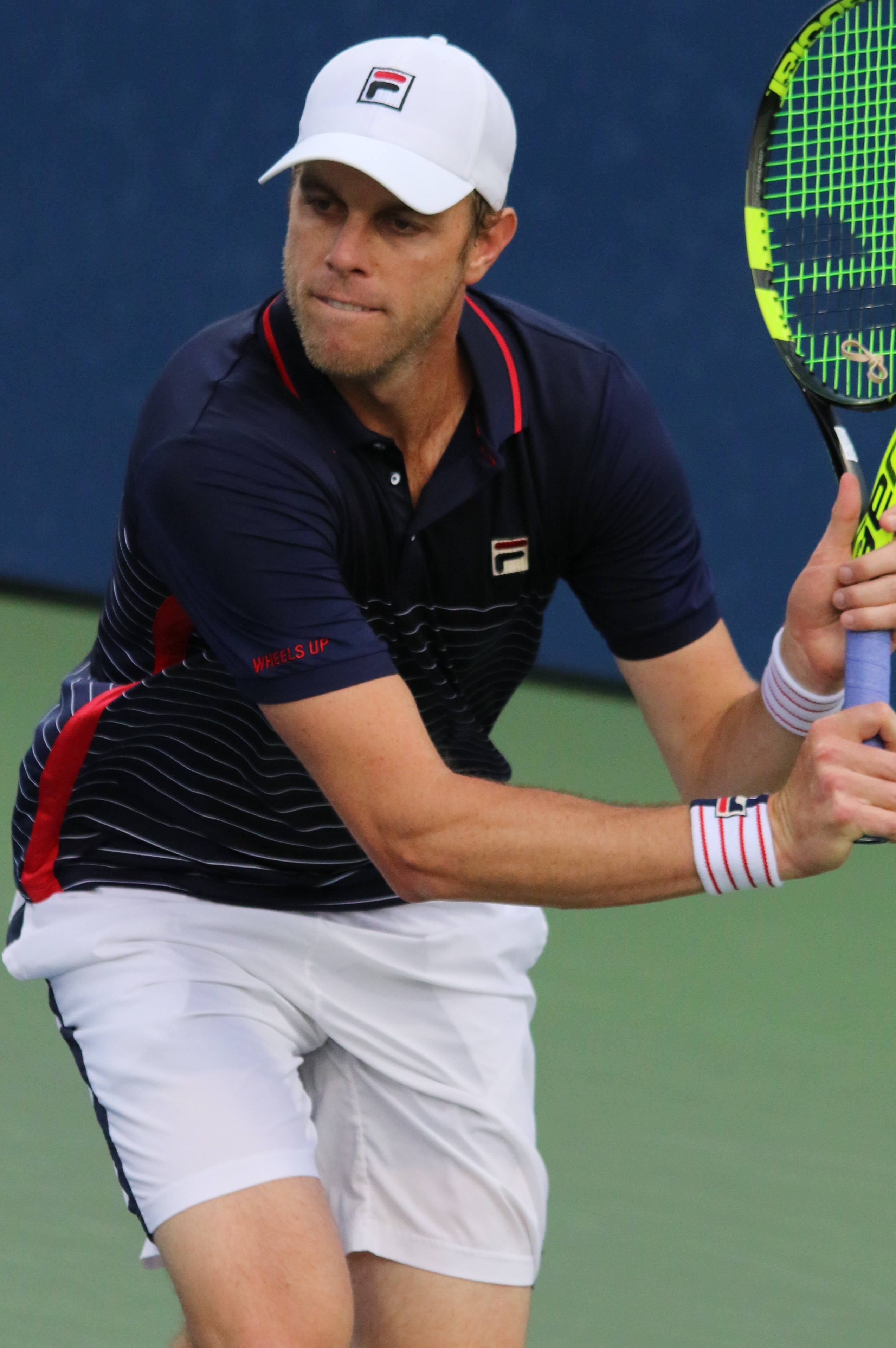
Sam Querrey en el US Open 2016 donde cayó en primera ronda ante Viktor Troicki

Luego, Querrey participó en el US Open 2016 pero perdió contra Janko Tipsarević en la primera ronda. También jugó dobles con su compatriota estadounidense Steve Johnson perdieron frente a los italianos Fabio Fognini y Andreas Seppi en la primera ronda.
Finalizó el año en el puesto 31°

### 2017: Consolidación, primera semifinal en Grand Slam y número uno de Estados Unidos

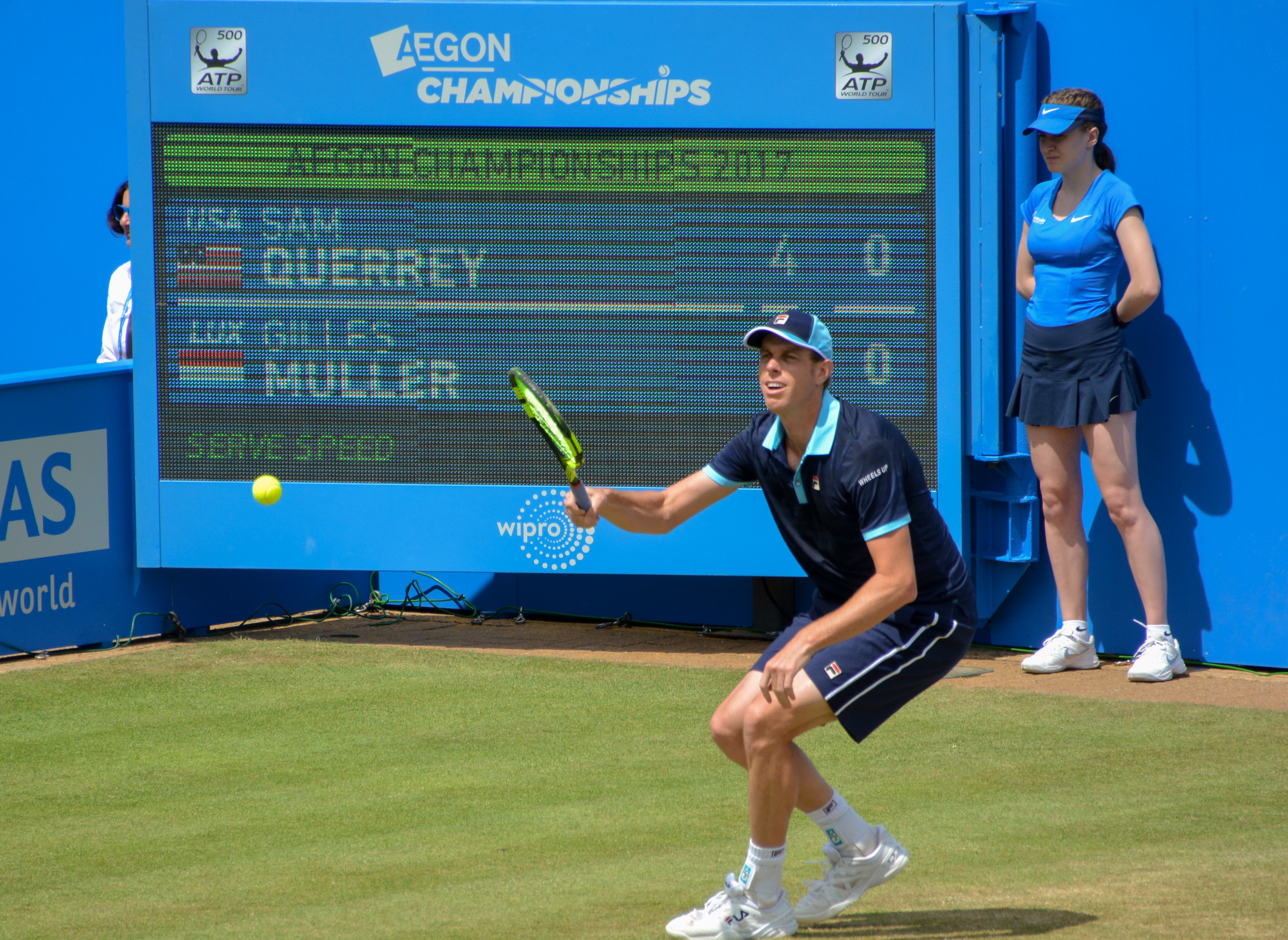
Querrey en 2017 tendría uno de los mejores años de su carrera, llegando a semifinales en Wimbledon derrotando a Andy Murray entre otros, además ganó dos títulos un ATP 500 y un ATP 250, logrando llegar al 13° del Ranking ATP y convertirse por primera vez en número uno de Estados Unidos

Querrey abrió el 2017 en Brisbane, donde cayó en primera ronda contra Diego Schwartzman. Luego ganó sus dos primeros partidos en el primer major de la temporada (Abierto de Australia) antes de caer en sets corridos frente al n.º 1 Andy Murray. Volviendo a los Estados Unidos, ayudó a los Estados Unidos a vencer a Suiza en la primera ronda de la Copa Davis 2017 al ganar su partido individual contra Adrien Bossel.
En febrero compitió en Memphis, donde cayó en su primer partido ante el eventual campeón Ryan Harrison. Luego compitió en Delray Beach donde cayó en los cuartos de final ante Juan Martin del Potro en sets corridos.
En el Torneo de Acapulco venció a Kyle Edmund (6-2, 4-6, 6-3) David Goffin (6-2, 6-3), Dominic Thiem (6-1, 7-5), y Nick Kyrgios (3-6, 6-1, 7-5), antes de derrotar al n.º 6 del mundo Rafael Nadal por 6-3 y 7-6(5) en la final, está fue su primera victoria sobre el español y su noveno título ATP en individuales.
En Wimbledon 2017, Querrey venció a Thomas Fabbiano (7-6, 7-5, 6-2), Nikoloz Basilashvili (6-4, 4-6, 6-3, 6-3) para llegar a tercera ronda donde venció a Jo-Wilfried Tsonga en cinco sets en un épico 6-2, 3-6, 7-6, 1-6 y 7-5 en un partido interrumpido por la noche y que tuvo que tomar unos minutos para cerrar en el día siguiente, en la cuarta ronda nuevamente necesitó cinco sets para eliminar a su rival Kevin Anderson por 5-7, 7-6, 6-3, 6-7, 6-3 en 3 horas y 7 minutos, en cuartos derrotó al número uno y campeón defensor Andy Murray en cinco sets por 3-6, 6-4, 6-7, 6-1, 6-1 en dos horas y 42 minutos. Durante el cuarto y quinto set el escocés estaba luchando por moverse, debido a su lesión en la cadera, pero se mantuvo firme para no darse por vencido. Logrando dar el batacazo del torneo para llegar a su primera semifinal en Wimbledon, y se convirtió en el primer jugador estadounidense en llegar a las semifinales de un torneo de Grand Slam desde Roddick en Wimbledon 2009. Querrey perdió ante Marin Čilić por 6-7, 6-4, 7-6 y 7-5 en casi tres horas quedando a un pasó de la final.
A finales de agosto, participó en el Torneo de los Cabos en México donde debutó en un difícil partido en segunda ronda (por ser el cabeza de serie número 2) contra el qualy Evan King ganando por 6-4, 4-6 y 7-6(2), luego en cuartos de final venció a Vincent Millot por 6-1, 6-3 y a Damir Džumhur por 3-6, 6-4, 6-4  en semifinales, para clasificar a la final. Ganó en un decisivo partido de tres sets por 6-3, 3-6, 6-2 contra Thanasi Kokkinakis, que jugó su primera final. Logrando un 100% de éxito en México con dos títulos en Acapulco (ATP 500) y en Los Cabos (ATP 250), logrando nueve victorias consecutivas.
En el US Open le ganó a Gilles Simon, Dudi Sela, Radu Albot y Mischa Zverev para llegar a cuartos de final, donde perdió ante Kevin Anderson. De paso se convirtió en el primer estadounidense en llegar a los cuartos de final desde que Andy Roddick y John Isner lo hicieron en 2011.
Finalizó el año en el puesto 13°

### 2018: Nueva final, fuera del top 50, inestabilidad.
Inició el 2018 con una derrota en su debut en Auckland en segunda ronda ante Jiří Veselý en tres sets, En el Abierto de Australia se despidió prematuramente al caer en segunda ronda ante el húngaro Márton Fucsovics.
En Nueva York logró su mejor resultado de año al conseguir llegar a la final después de derrotar al ruso Mijaíl Yuzhny en segunda ronda, a Ivo Karlović en los cuartos de final y al francés Adrian Mannarino en las semifinales, finalmente cayó en la final contra el sudafricano Kevin Anderson.
Después de varias primeras rondas consiguió llegar a los cuartos de final en el Masters de Indian Wells donde cayó derrotado ante Miloš Raonić.
Después de no conseguir ganar ni un partido en toda la gira de tierra batida llegó a Francia para disputar Roland Garros donde después de ganar en primera ronda su compatriota Frances Tiafoe en sets corridos, cayó en segunda ronda ante el jugador local Gilles Simon en 4 sets.
En la gira de hierba previa a Wimbledon sólo jugó el torneo de Queen's Club donde alcanzó los cuartos de final. En el Campeonato de Wimbledon alcanzó la tercera ronda después de derrotar al australiano Jordan Thompson, al ucraniano Sergui Stajovski y perder ante el francés Gaël Monfils en 4 sets.
En la gira veraniega de pista dura en Norteamérica encadenó 4 segundas rondas consecutivas después de caer ante Yegor Guerásimov en el Torneo de Los Cabos ante Diego Schwartzman en el Masters de Canadá contra Karén Jachánov en el Masters de Cincinnati y contra Taro Daniel en el Torneo de Winston-Salem. En el Abierto de Estados Unidos cayó en su debut en primera ronda ante Andreas Seppi.

### 2019: Nueva final en Eastbourne, Cuartos en Wimbledon y subida en el ranking
Comenzó el 2019 participando en el Torneo de Sídney donde cayó en segunda ronda tras perder contra Gilles Simon. Sin embargo cayó eliminado en su debut en el Abierto de Australia tras perder contra Pierre-Hugues Herbert.
Seguidamente alcanzó las semifinales en Nueva York tras ganar a Lloyd Harris, Radu Albot y Jason Jung sin embargo perdió contra el canadiense Brayden Schnur. En Acapulco después de ganar a Guillermo García López cayó ante su amigo y compañero John Isner. Su siguiente resultado positivo lo alcanzó en el Torneo de Houston en tierra batida donde logró alcanzar las semifinales, pero cayó derrotado ante Cristian Garín que a la postre sería el campeón del torneo.
Después de no participar en Roland Garros. Su siguiente torneo fue el Torneo de Eastbourne disputado en hierba donde consiguió alcanzar la final donde cayó ante su compatriota Taylor Fritz. En el Campeonato de Wimbledon logró alcanzar los cuartos de final, consiguiendo derrotar al 4.º cabeza de serie en primera ronda Dominic Thiem, al ruso Andréi Rubliov en segunda ronda, a John Millman en tercera ronda para luego ganar en duelo fratricida a Tennys Sandgren, finalmente cayó ante Rafael Nadal.
En el Abierto de Estados Unidos cayó sorprendentemente en primera ronda ante el argentino Juan Ignacio Lóndero.
En la recta final de la temporada sus mejores actuaciones fueron los cuartos de final que consiguió en el Torneo de Pekín y el Torneo de Estocolmo.

### 2020: Temporada decepcionante y parón por la pandemia
Empezó el año con una segunda ronda en el Torneo de Adelaida en el que consiguió vencer a Grégoire Barrère antes de caer ante Andréi Rubliov. En el Abierto de Australia consiguió una positiva tercera ronda después de vencer en primera y segunda ronda a Borna Ćorić y Ričardas Berankis respectivamente sin embargo cayó contra su compatriota Tennys Sandgren.
Después del Open de Australia y el parón por la pandemia no pudo volver a ganar ningún partido en los 4 torneos que disputó. Su último torneo del año fue Roland Garros donde se vio superado nuevamente por Andréi Rubliov en 5 sets.

### 2021: Buena temporada en hierba
Comenzó el 2021 con 2 segundas rondas en los torneos de Delray Beach y Melbourne I donde cayó derrotado ante Gianluca Mager y Stefano Travaglia respectivamente. En el Abierto de Australia cayó derrotado en la primera ronda ante Lorenzo Sonego.
Después de encadenar varias primeras rondas y no conseguir ganar ningún partido en tierra batida. Hizo una muy buena actuación en el Torneo de Stuttgart donde alcanzó las semifinales, allí cayó contra Félix Auger-Aliassime. Después de una primera ronda en Halle, logró llegar a la final en el Torneo de Mallorca donde cayó ante el ruso Daniil Medvédev en 2 sets. En el Campeonato de Wimbledon después de vencer en primera ronda al español Pablo Carreño, cayó derrotado ante el australiano James Duckworth.

### 2022: Última temporada como profesional y retiro
Comenzó el año en el Abierto de Australia donde cayó derrotado en primera ronda ante el italiano Lorenzo Sonego. Después participó en los torneos de Dallas y Delray Beach donde cayó en primera ronda ante Kevin Anderson y Denis Istomin respectivamente. Seguidamente cayó en la segunda ronda del Masters de Indian Wells ante John Isner. Y en Miami en la primera ronda de la fase previa ante Jeffrey John Wolf.
Tampoco pudo pasar la fase previa en Roland Garros tras caer ante el húngaro Zsombor Piros.
Ya en la gira de hierba consigue sus mejores resultados de la temporada al conseguir alcanzar la segunda ronda después de pasar la previa en 's-Hertogenbosch donde finalmente cayó ante su compatriota Brandon Nakashima. También consiguió pasar la fase previa y alcanzar la segunda ronda en Queen's, allí cabe destacar su victoria ante el argentino Diego Schwartzman, finalmente cae ante el serbio Filip Krajinović.
Jugó su último partido como profesional en el Abierto de Estados Unidos donde perdió en primera ronda contra el bielorruso Iliá Ivashka en 4 sets.

## Vida personal y post retiro
En junio de 2018 se casó con la modelo Abby Dixon en una ceremonia celebrada en Fort Pierce, Florida. Un año después anunciaron que estaban esperando su primer hijo que nació el 19 de febrero de 2020. Durante 2024 se hizo viral al publicar en su cuenta de Instagram un baile en bañador mientras trabajaba en su jardín.
Después de retirarse del tenis, se convirtió en jugador de pickleball y debutó profesionalmente en enero de 2023 durante un torneo en Rancho Mirage donde cayó ante el número 17 del mundo. Fue seleccionado por el equipo D.C Pickleball para competir con ellos y después de varios torneos disputados en La Mesa y Daytona Beach, se colocó como número 36 del ranking, aunque reconoció que no estaba subiendo tan rápido como deseaba en un principio.
Su etapa en el pickleball se vio interrumpida debido a una rotura del Tendón de Aquiles durante un partido de dobles mientras jugaba con su pareja Wes Burrows ante Cason Campbell y Mouaad Alhouni, fue operado de su lesión en mayo de 2024.

## Torneos de Grand Slam

### Dobles mixto

#### Finalista (1)
| Año  | Campeonato        | Pareja                | Oponentes en la final       | Resultado en final |
| 2015 | Abierto de EE.UU. | Bethanie Mattek-Sands | Martina Hingis Leander Paes | 4-6, 6-3, [7-10]   |

## Títulos ATP (15; 10+5)

### Individuales (10)
| Leyenda                  |
| Grand Slam (0)           |
| ATP World Tour Final (0) |
| ATP Masters 1000 (0)     |
| ATP World Tour 500 (2)   |
| ATP World Tour 250 (8)   |

| N.º | Fecha                 | Torneo       | Superficie    | Oponente en la final | Resultado           |
| --- | --------------------- | ------------ | ------------- | -------------------- | ------------------- |
| 1.  | 3 de marzo de 2008    | Las Vegas    | Dura          | Kevin Anderson       | 4-6, 6-3, 6-4       |
| 2.  | 27 de julio de 2009   | Los Ángeles  | Dura          | Carsten Ball         | 6-4, 3-6, 6-1       |
| 3.  | 21 de febrero de 2010 | Memphis      | Dura (i)      | John Isner           | 6-7(3), 7-6(5), 6-3 |
| 4.  | 9 de mayo de 2010     | Belgrado     | Tierra batida | John Isner           | 3-6, 7-6(4), 6-4    |
| 5.  | 13 de junio de 2010   | Queen's Club | Hierba        | Mardy Fish           | 7-6(3), 7-5         |
| 6.  | 26 de julio de 2010   | Los Ángeles  | Dura          | Andy Murray          | 5-7, 7-6(2), 6-3    |
| 7.  | 29 de julio de 2012   | Los Ángeles  | Dura          | Ričardas Berankis    | 6-0, 6-2            |
| 8.  | 21 de febrero de 2016 | Delray Beach | Dura          | Rajeev Ram           | 6-4, 7-6(6)         |
| 9.  | 4 de marzo de 2017    | Acapulco     | Dura          | Rafael Nadal         | 6-3, 7-6(3)         |
| 10. | 5 de agosto de 2017   | Los Cabos    | Dura          | Thanasi Kokkinakis   | 6-3, 3-6, 6-2       |

#### Finalista (10)
| N.º | Fecha                 | Torneo       | Superficie    | Oponente en la final  | Resultado        |
| --- | --------------------- | ------------ | ------------- | --------------------- | ---------------- |
| 1.  | 12 de enero de 2009   | Auckland     | Dura          | Juan Martín del Potro | 4-6, 4-6         |
| 2.  | 6 de julio de 2009    | Newport      | Hierba        | Rajeev Ram            | 7-6(3), 5-7, 3-6 |
| 3.  | 20 de julio de 2009   | Indianápolis | Dura          | Robby Ginepri         | 2-6, 4-6         |
| 4.  | 24 de agosto de 2009  | New Haven    | Dura          | Fernando Verdasco     | 4-6, 6-7(6)      |
| 5.  | 11 de abril de 2010   | Houston      | Tierra batida | Juan Ignacio Chela    | 7-5, 4-6, 3-6    |
| 6.  | 12 de abril de 2015   | Houston      | Tierra batida | Jack Sock             | 6-7(9), 6-7(2)   |
| 7.  | 27 de junio de 2015   | Nottingham   | Hierba        | Denis Istomin         | 6-7(1), 6-7(6)   |
| 8.  | 18 de febrero de 2018 | Nueva York   | Dura (i)      | Kevin Anderson        | 6-4, 3-6, 6-7(1) |
| 9.  | 29 de junio de 2019   | Eastbourne   | Hierba        | Taylor Fritz          | 3-6, 4-6         |
| 10. | 26 de junio de 2021   | Mallorca     | Hierba        | Daniil Medvédev       | 4-6, 2-6         |

### Dobles (5)
| Leyenda                   |
| Grand Slam (0)            |
| ATP Wourld Tour Final (0) |
| ATP Masters 1000 (1)      |
| ATP World Tour 500 (1)    |
| ATP World Tour 250 (3)    |

| N.º | Fecha                 | Torneo   | Superficie    | Pareja        | Oponentes en la final          | Resultado    |
| --- | --------------------- | -------- | ------------- | ------------- | ------------------------------ | ------------ |
| 1.  | 14 de febrero de 2010 | San José | Dura (i)      | Mardy Fish    | Benjamin Becker Leonardo Mayer | 7-6(3), 7-5  |
| 2.  | 21 de febrero de 2010 | Memphis  | Dura (i)      | John Isner    | Ross Hutchins Jordan Kerr      | 6-4, 6-4     |
| 3.  | 15 de mayo de 2011    | Roma     | Tierra batida | John Isner    | Mardy Fish Andy Roddick        | w/o          |
| 4.  | 15 de abril de 2012   | Houston  | Tierra batida | James Blake   | Treat Huey Dominic Inglot      | 7-6(14), 6-4 |
| 5.  | 21 de mayo de 2016    | Ginebra  | Tierra batida | Steve Johnson | Raven Klaasen Rajeev Ram       | 6-4, 6-1     |

### Finalista (7)
- 2010: Roma (junto a John Isner pierden ante Bob Bryan y Mike Bryan)
- 2011: Houston (junto a John Isner pierden ante Bob Bryan y Mike Bryan)
- 2012: Indian Wells (junto a John Isner pierden ante Marc López y Rafael Nadal)
- 2012: Washington (junto a Kevin Anderson pierden ante Treat Conrad Huey y Dominic Inglot)
- 2016: Memphis (junta Steve Johnson pierden ante Mariusz Fyrstenberg y Santiago González)
- 2017: Brisbane (junto a Gilles Müller pierden ante Thanasi Kokkinakis y Jordan Thompson)
- 2017: Viena (junto a Marcelo Demoliner pierden ante Rohan Bopanna y Pablo Cuevas)

### Clasificación en torneos del Grand Slam
| Torneo          | 2006 | 2007 | 2008 | 2009 | 2010 | 2011 | 2012 | 2013 | 2014 | 2015 | 2016 | 2017 | 2018 | 2019 | 2020 | 2021 | 2022 | G-P   | Títulos |
| --------------- | ---- | ---- | ---- | ---- | ---- | ---- | ---- | ---- | ---- | ---- | ---- | ---- | ---- | ---- | ---- | ---- | ---- | ----- | ------- |
| Australian Open | -    | 3R   | 3R   | 1R   | 1R   | 1R   | 2R   | 3R   | 3R   | 1R   | 1R   | 3R   | 2R   | 1R   | 3R   | 1R   | 1R   | 14-16 | 0       |
| Roland Garros   | -    | 1R   | 1R   | 1R   | 1R   | 2R   | 1R   | 3R   | 2R   | 1R   | 1R   | 1R   | 2R   | -    | 1R   | 1R   | Q1   | 5-15  | 0       |
| Wimbledon       | -    | 1R   | 1R   | 2R   | 4R   | -    | 3R   | 1R   | 2R   | 2R   | CF   | SF   | 3R   | CF   | -    | 2R   | 1R   | 24-14 | 0       |
| US Open         | 2R   | 1R   | 4R   | 3R   | 4R   | -    | 3R   | 2R   | 3R   | 1R   | 1R   | CF   | 1R   | 1R   | 1R   | 1R   | 1R   | 18-16 | 0       |

### Clasificación en torneos de Masters 1000
| Torneo                                                                       | 2006 | 2007 | 2008 | 2009 | 2010 | 2011 | 2012 | 2013 | 2014 | 2015 | 2016 | 2017 | 2018 | 2019 | 2020 | 2021 | 2022 | G-P   | Títulos |
| ---------------------------------------------------------------------------- | ---- | ---- | ---- | ---- | ---- | ---- | ---- | ---- | ---- | ---- | ---- | ---- | ---- | ---- | ---- | ---- | ---- | ----- | ------- |
| 'Indian Wells'                                                               | 2R   | 2R   | 2R   | 3R   | 3R   | 4R   | 2R   | 4R   | 2R   | 1R   | 3R   | 2R   | CF   | 2R   | -    | 1R   | 2R   | 17-15 | 0       |
| 'Miami'                                                                      | 1R   | 2R   | 2R   | 2R   | 2R   | 3R   | 2R   | 4R   | 2R   | 2R   | 2R   | 3R   | 3R   | 1R   | -    | 1R   | 1R   | 10-16 | 0       |
| 'Montecarlo'                                                                 | -    | -    | CF   | -    | -    | -    | -    | -    | -    | -    | -    | -    | -    | -    | -    | -    | -    | 3-1   | 0       |
| 'Madrid*'                                                                    | -    | -    | -    | 2R   | 1R   | 1R   | -    | 1R   | -    | 2R   | 3R   | -    | -    | -    | -    | -    | -    | 4-7   | 0       |
| 'Roma'                                                                       | -    | -    | -    | 1R   | 1R   | 2R   | 2R   | 1R   | -    | 1R   | 1R   | 3R   | 1R   | -    | 1R   | -    | -    | 4-10  | 0       |
| 'Montreal'                                                                   | -    | -    | 1R   | 1R   | 2R   | -    | 3R   | -    | -    | 2R   | 2R   | 3R   | 2R   | -    | -    | -    | -    | 8-8   | 0       |
| 'Cincinnati'                                                                 | 1R   | CF   | 2R   | 3R   | 2R   | -    | 2R   | 1R   | 2R   | 2R   | 1R   | 2R   | 2R   | 2R   | 1R   | -    | -    | 13-14 | 0       |
| 'Shanghai'                                                                   | -    | -    | -    | -    | 2R   | -    | 3R   | 1R   | -    | 1R   | 1R   | 3R   | 3R   | 1R   | -    | -    | -    | 7-7   | 0       |
| 'París'                                                                      | -    | 1R   | 2R   | -    | 1R   | -    | CF   | -    | 2R   | -    | -    | 1R   | -    | 1R   | -    | -    | -    | 5-6   | 0       |
| Total                                                                        | 0    | 0    | 0    | 0    | 0    | 0    | 0    | 0    | 0    | 0    | 0    | 0    | 0    | 0    |      |      |      | 72-84 | 0       |
| 'World Tour Finals', Londres                                                 | -    | -    | -    | -    | -    | -    | -    | -    | -    | -    | -    | -    | -    | -    | -    | -    | -    | 0-0   | 0       |
| Leyenda: G:Torneo ganado; F:Finalista; SF:Semifinalista; CF:Cuartos de final |      |      |      |      |      |      |      |      |      |      |      |      |      |      |      |      |      |       |         |

- Resultados anteriores de Hamburgo
  - Resultados anteriores de Madrid

### Challengers (3)
| N.º | Fecha                    | Torneo    | Superficie | Oponente en la final | Resultado  |
| --- | ------------------------ | --------- | ---------- | -------------------- | ---------- |
| 1.  | 5 de junio de 2006       | Yuba City | Dura       | Sam Warburg          | 7-6(6) 6-1 |
| 2.  | 3 de julio de 2006       | Winnetka  | Dura       | Andrea Stoppini      | 6-2 6-3    |
| 3.  | 18 de septiembre de 2006 | Lubbock   | Dura       | Noam Okun            | 6-1 6-4    |

## Ranking histórico
| Año                     | 2003 | 2004 | 2005 | 2006 | 2007 | 2008 | 2009 | 2010 | 2011 | 2012 | 2013 | 2014 | 2015 | 2016 | 2017 | 2018 | 2019 | 2020 | 2021 | 2022 |
| Ranking en individuales | 1432 | N/A  | 615  | 130  | 63   | 39   | 25   | 22   | 93   | 22   | 46   | 35   | 59   | 31   | 13   | 51   | 44   | 53   | 108  | 329  |
| Ranking en dobles       | -    | -    | 1414 | 838  | 110  | 205  | 152  | 24   | 38   | 45   | 216  | 64   | 38   | 97   | 57   | 72   | 79   | 179  | 79   | 327  |